# Angraecum cucullatum
Angraecum cucullatum là một loài lan.